# 羽毛果科
羽毛果科也叫羽果科、南美寄生木科、皮寄生科或直接音译为米朔木科。只有一属—羽毛果属（Misodendron)约12种，全部分布在南美洲，都是半寄生植物，雌雄异株，主要寄生在南美榉木（假山毛榉属 Nothofagus）上，在寄生的树枝外伸展出带鳞的枝条，在开花季节，几种植物的雌性株长出几十厘米长如同金发般的黄色细丝丛。